# Astelia
Astelia ist eine Pflanzengattung in der Familie der Asteliaceae innerhalb der Ordnung der Spargelartigen (Asparagales).

## Beschreibung

### Vegetative Merkmale
Astelia-Arten wachsen epiphytisch oder terrestrisch als ausdauernde krautige Pflanzen und bilden durch ihre Rhizome kleine Bestände. Die oberirdischen Pflanzenteile sind meist mit typischen silbrigen Schuppen bedeckt, manchmal wirkt das sogar wollig. Die kurzen Stängel sind oft kaum sichtbar oder unterirdisch. Die dreireihig an den Stängeln angeordneten Laubblätter mit vielen Blattadern bestehen aus Blattscheide und Blattspreite. Die breiten Blattscheiden sind um den Stängel geschlossen. Die einfachen Blattspreiten sind lineal, lanzettlich bis schwertförmig und meist gekielt.

### Generative Merkmale

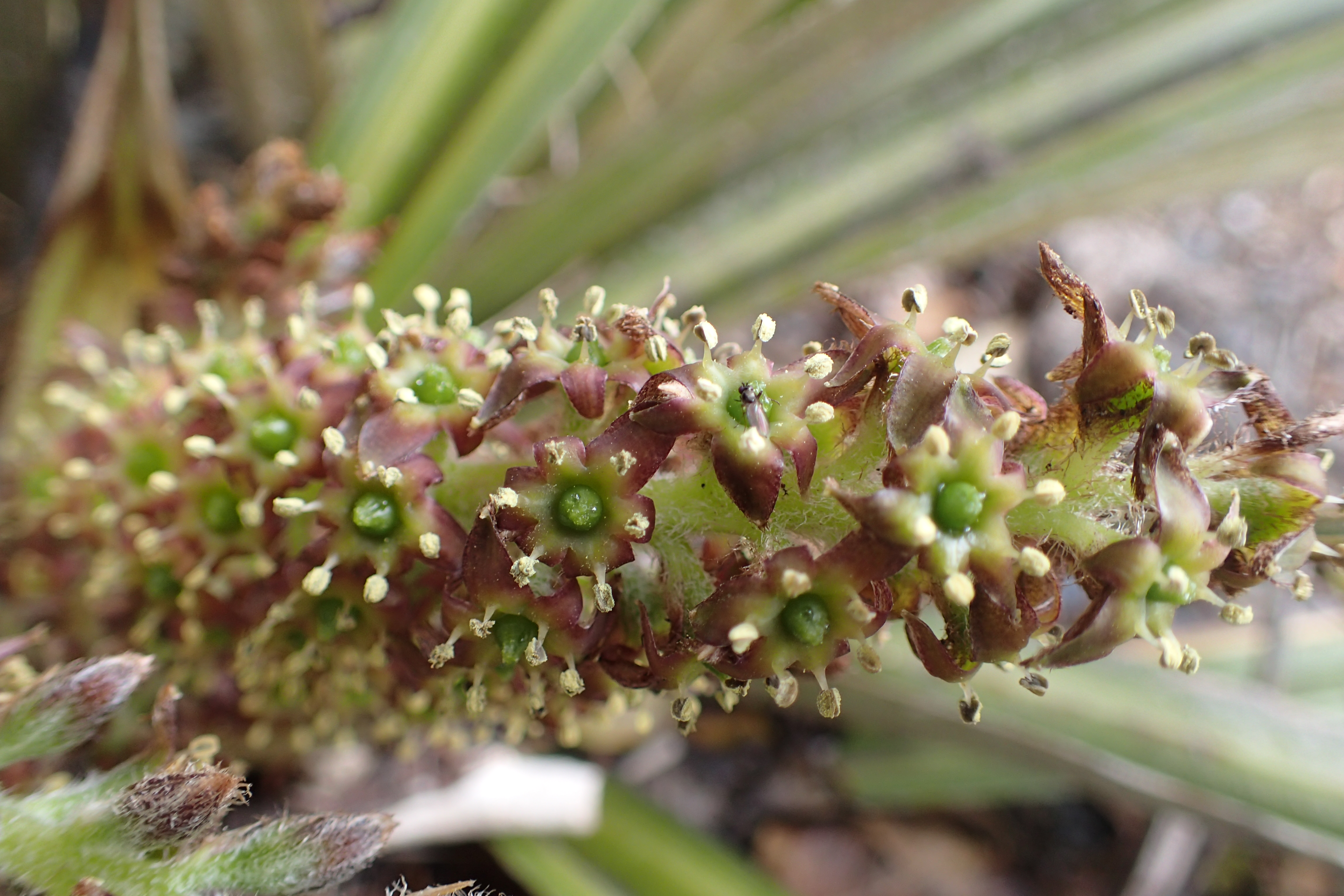
Astelia nervosa

Astelia-Arten sind zweihäusig getrenntgeschlechtig (diözisch). Endständig auf einem unbeblätterten Blütenstandsschaft befinden sich ein verzweigter rispiger Blütenstand, der über großen, laubblattähnlichen Tragblättern (hier Spatha genannt) meist zwei bis fünf oder auch mehr einfache traubige Teilblütenstände enthält. In den Teilblütenständen steht jede Blüte über häutigen Deckblättern, die oft mit den kurzen Blütenstielen verwachsen sind. Meist enthalten die Blütenstände viele Blüten, aber bei einzelnen Arten können die Blütenstände auch stark reduziert sein, bis im Extremfall auf eine einzige Blüte.
Die relativ kleinen, (meist nur funktional) eingeschlechtigen Blüten sind radiärsymmetrisch und dreizählig. Die sechs gleichgestaltigen Blütenhüllblätter sind häutig bis fleischig und frei oder an ihrer Basis verwachsen. Die männlichen Blüten sind meist größer als die weiblichen. In den männlichen Blüten sind zwei Kreise mit je drei Staubblättern vorhanden, die die Blütenhülle nicht überragen. Die weiblichen Blüten enthalten einen aus drei Fruchtblättern verwachsenen, oberständigen, ein- oder dreikammerigen Fruchtknoten und einen kurzen, dicken Griffel, der in drei freien Narben endet; außerdem sind drei schlitzförmige Nektarien im Bereich der Narben vorhanden. Es sind wenige bis viele Samenanlagen vorhanden. Die weiblichen Blüten enthalten manchmal Staminodien mit flachen leeren Staubbeuteln und männliche Blüten enthalten manchmal ein Fruchtknotenrudiment mit erkennbaren Samenanlagen.
Die von den haltbaren Blütenhüllblättern umgebene Beere enthält wenige bis viele Samen. Die schwarzen, mehr oder weniger glänzenden Samen stehen manchmal mit drahtigen Haaren zusammen, werden aber nicht von ihnen umhüllt.

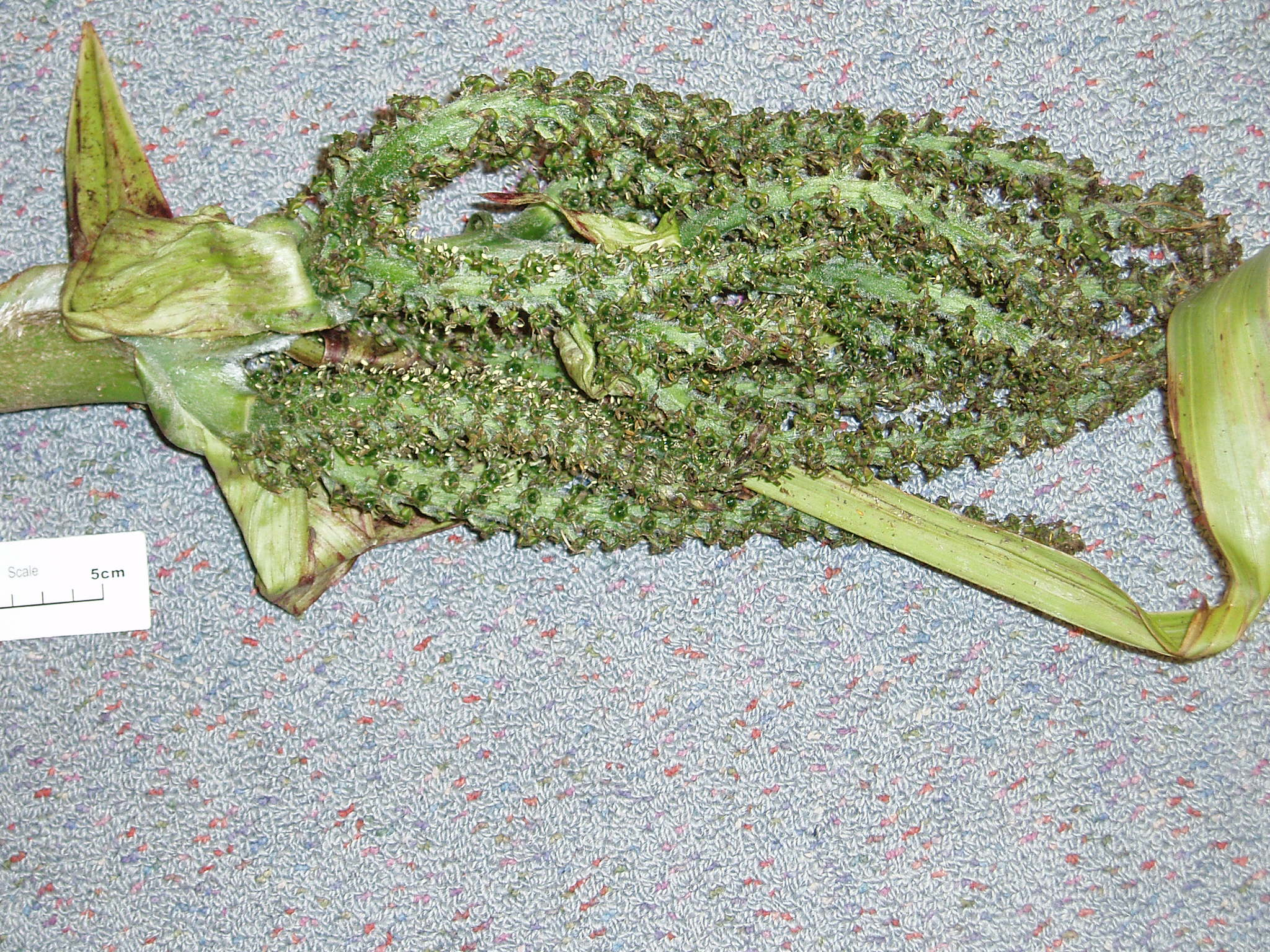
Astelia grandis

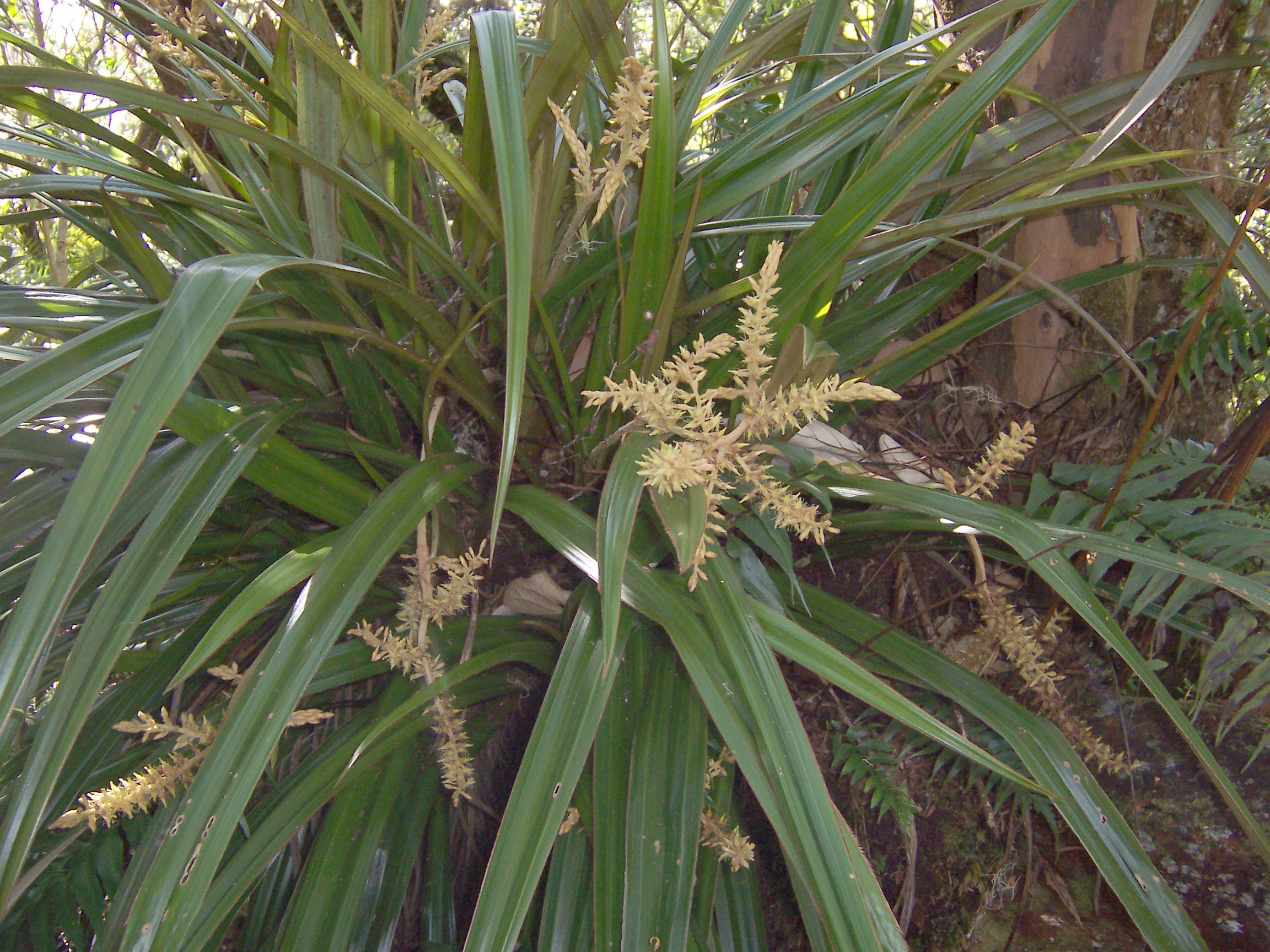
Astelia hemichrysa

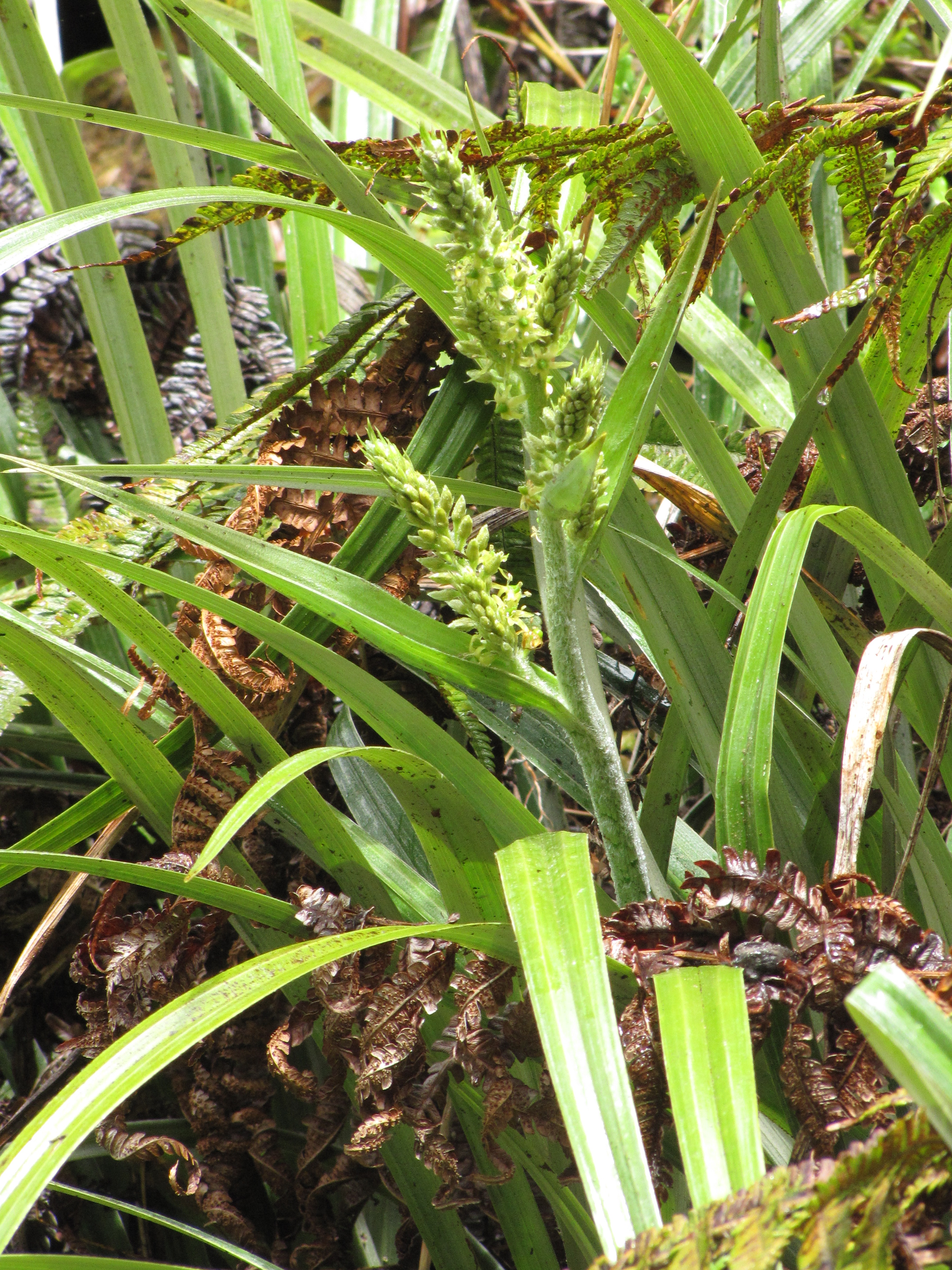
Astelia menziesiana

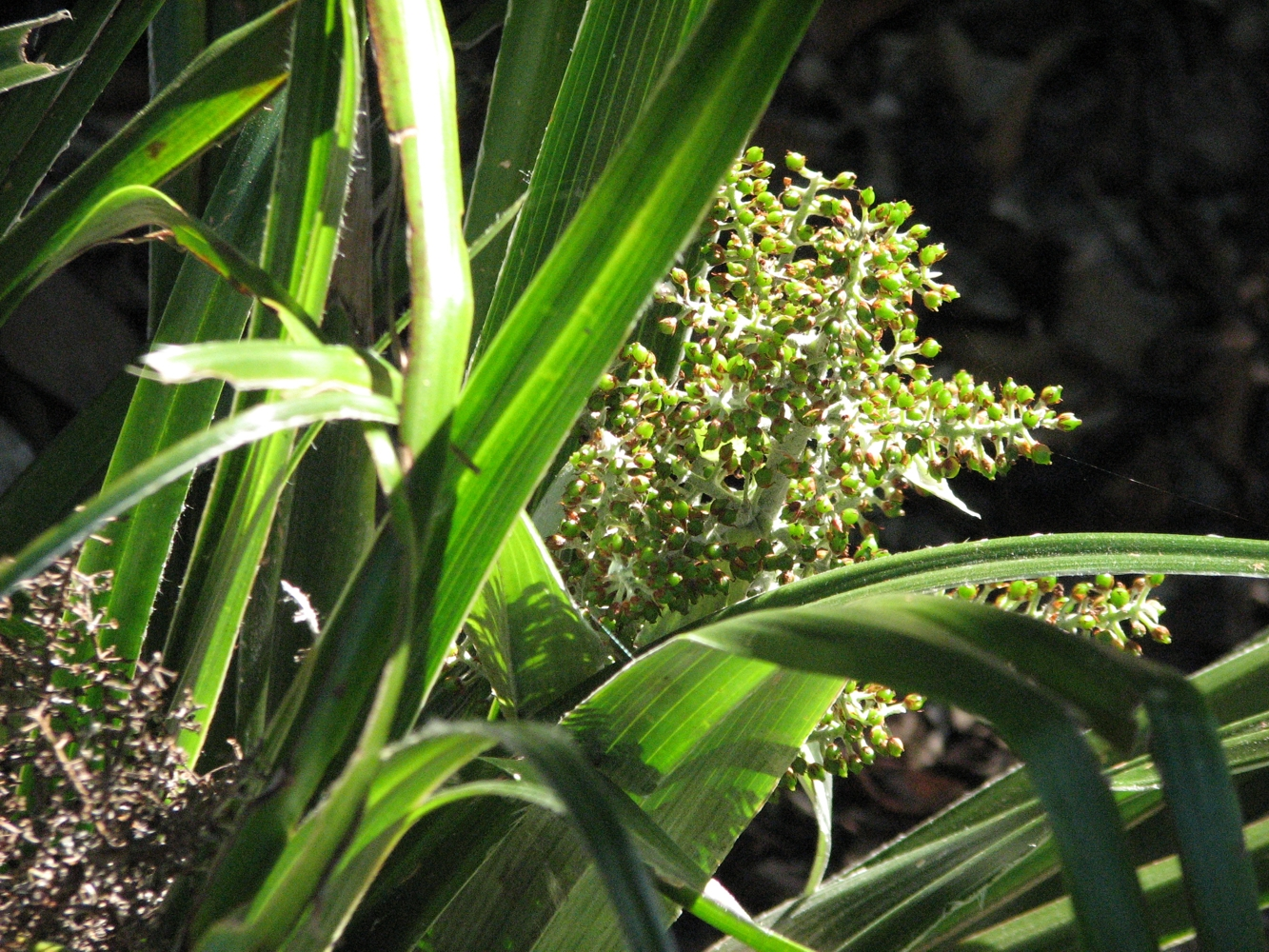
Weibliche Astelia neocaledonica

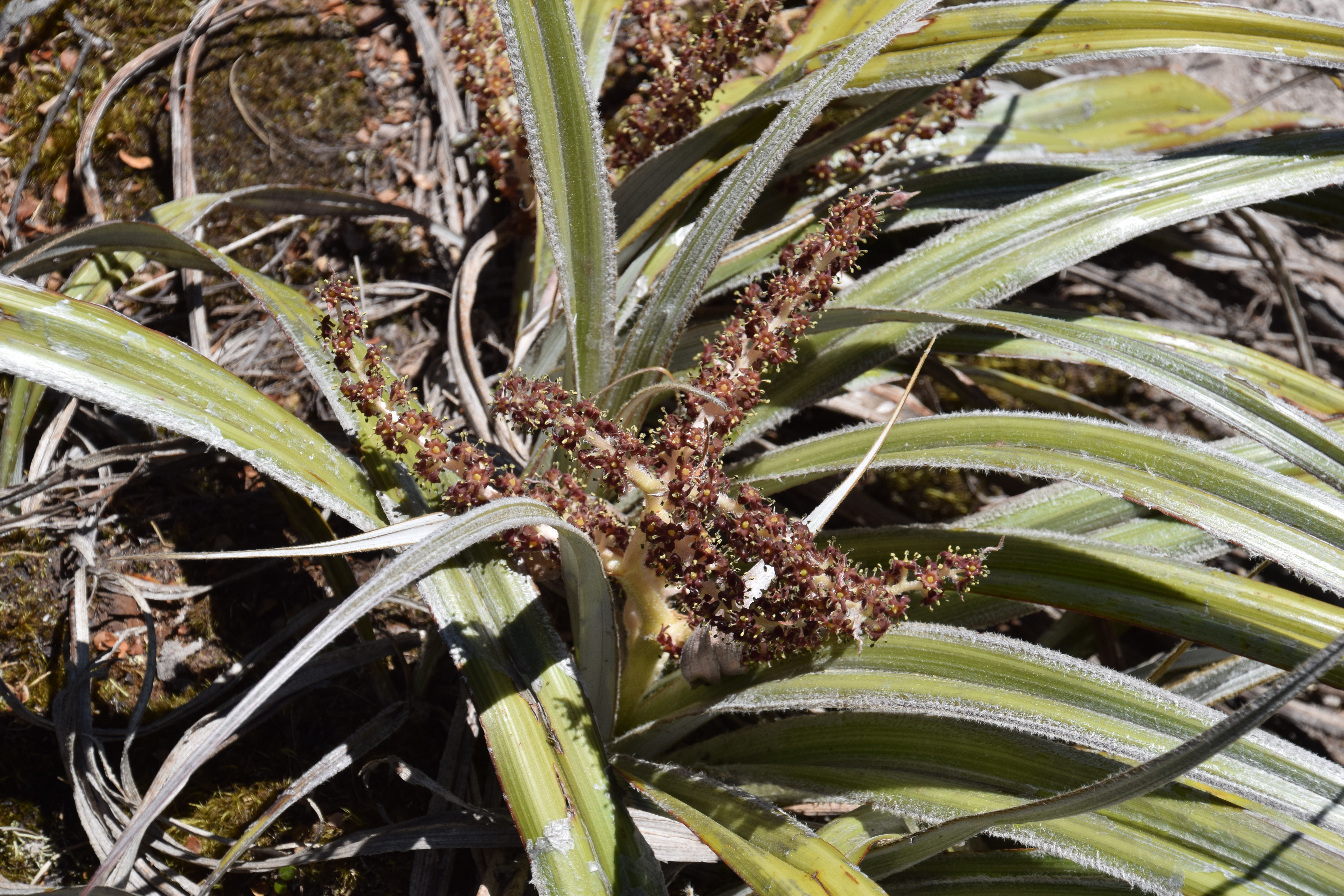
Astelia nivicola

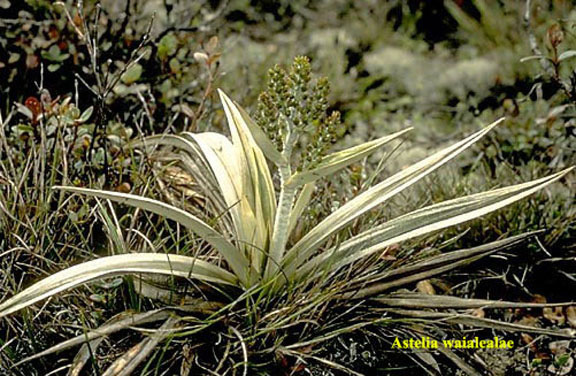
Astelia waialealae

## Systematik und Verbreitung
Von den hauptsächlich im pazifischen Raum vorkommenden etwa 25 Astelia-Arten ist eine Art auf den Falklandinseln, eine Art auf Neukaledonien, eine Art sowohl auf Mauritius als auch auf Réunion, zwei Arten auf Papua-Neuguinea, drei Arten auf Hawaii, drei Arten in Australien einschließlich Tasmanien und mit etwa 13 Arten etwa die Hälfte aller Arten in Neuseeland einschließlich der Chatham-Inseln heimisch.
Die Gattung Astelia wurde 1810 durch Joseph Banks & Daniel Solander in Robert Brown: Prodromus Florae Novae Hollandiae, S. 291 mit der Typusart Astelia alpina R.Br. aufgestellt. Ein Synonym von Astelia Banks & Sol. ex R.Br. ist Funckia Muhl. ex Willd.
Die Gattung Astelia enthält – unter Einschluss von Collospermum – etwa 31 Arten:
- Astelia alpina R.Br.: Die Heimat ist Tasmanien und New South Wales. Sie umfasst zwei Varietäten.[4]
- Astelia argyrocoma A.Heller ex Skottsb.: Es ist ein Endemit der hawaiischen Insel Kauai.[4][5]
- Astelia australiana (J.H.Willis) L.B.Moore: Die Heimat ist der australische Bundesstaat Victoria.[4]
- Astelia banksii A.Cunn.: Die Heimat ist die Nordinsel von Neuseeland.[4]
- Astelia chathamica (Skottsb.) L.B.Moore: Die Heimat sind die Chatham-Inseln.[4]
- Astelia fragrans Colenso: Die Heimat ist Neuseeland.[4]
- Astelia graminea L.B.Moore: Die Heimat ist Neuseeland.[4]
- Astelia grandis Hook.f. ex Kirk: Die Heimat ist Neuseeland.[4]
- Astelia hemichrysa (Lam.) Kunth: Die Heimat sind Réunion und Mauritius.[4]
- Astelia linearis Hook.f.: Die Heimat ist Neuseeland.[4] Mit zwei Varietäten.[4]
- Astelia menziesiana Sm.: Die Heimat ist Hawaii.[4][6]
- Astelia microsperma Colenso: Die Heimat ist die Nordinsel von Neuseeland.[4]
- Astelia montana Seem.: Die Heimat ist Vanuatu und Fidschi.[4]
- Astelia nadeaudii Drake: Die Heimat ist Tahiti und Raiatea.[4]
- Astelia neocaledonica Schltr.: Die Heimat ist Neukaledonien.[4][7]
- Astelia nervosa Banks & Sol. ex Hook.f.: Die Heimat ist Neuseeland.[4]
- Astelia nivicola Cockayne ex Cheeseman: Die Heimat ist die Südinsel von Neuseeland.[4] Mit zwei Varietäten.
- Astelia papuana Skottsb.: Die Heimat ist Papua-Neuguinea.[4][8]
- Astelia petriei Cockayne: Die Heimat ist die Südinsel von Neuseeland.[4]
- Astelia psychrocharis F.Muell.: Sie gedeiht in alpine und subalpinen Gebieten nur in New South Wales.[4]
- Astelia pumila (J.R.Forst.) Gaudich.: Die Heimat sind die Falklandinseln, das südliche Argentinien und das südliche Chile.[4]
- Astelia rapensis Skottsb.: Die Heimat ist Rapa Iti.[4]
- Astelia samoense (Skottsb.) Birch: Sie kommt auf Samoa vor.[4]
- Astelia skottsbergii L.B.Moore: Die Heimat ist das Gebiet Nelson auf der Südinsel von Neuseeland.[4]
- Astelia solandri A.Cunn. (Syn.: Astelia cunninghamii Hook. f.): Die Heimat ist Neuseeland.[4]
- Astelia spicata Colenso: Sie kommt auf der Nordinsel von Neuseeland vor.[4]
- Astelia subulata (Hook.f.) Cheeseman: Sie kommt auf der Südinsel von Neuseeland und auf den Antipoden-Inseln vor.[4]
- Astelia tovii F.Br.: Sie kommt auf den Marquesas-Inseln Ua Pou und Nuku Hiva vor.[4]
- Astelia trinervia Kirk: Die Heimat ist die Nordinsel von Neuseeland.[4]
- Astelia waialealae Wawra: Es ist ein Endemit der hawaiischen Insel Kauai.[9][4]

### Ergänzende Literatur
- Gordon Cheers (Hrsg.): Botanica: Das ABC der Pflanzen. 10.000 Arten in Text und Bild. Könemann Verlagsgesellschaft, 2003, ISBN 3-8331-1600-5, S. 120.